# Munsterabdij

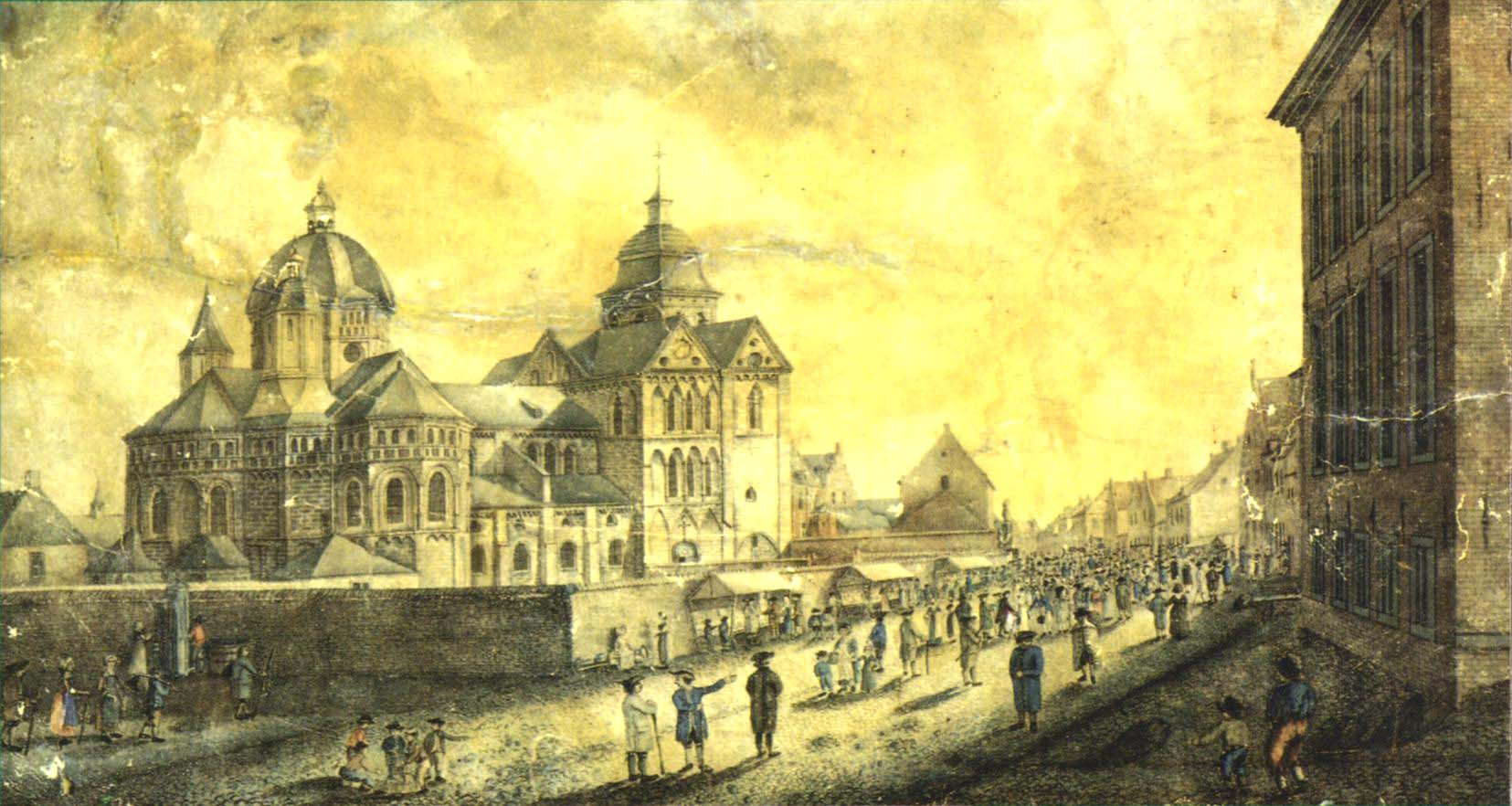
De Munsterabdij in de 18e eeuw met links een gedeelte van de kloostervleugel en rechtsachter het Abdissenhuis.

De Munsterabdij is een voormalig cisterciënzerinnenklooster in Roermond dat van 1224 tot 1797 bestaan heeft en waarvan de Munsterkerk het enige fysieke overblijfsel is.

## Geschiedenis

### Naamgeving
De naam Munsterabdij — eind 18e eeuw spreekt men van 'Abdije Munster' — is enigszins ongelukkig, omdat het woord 'munster' van het Latijns monasterium komt, wat zelf al klooster betekent. Oorspronkelijk heette het dan ook klooster van de Heilige Maagd Maria.

### Kloosterstichting en geschiedenis tot 1797
De officiële stichting van het klooster is vast te stellen op 16 juni 1224. Dan wordt namelijk, in het bijzijn van pauselijk legaat Conrad van Urach, de stichtingsacte ondertekend door Gerard III, graaf van Gelre, en zijn vrouw, Margaretha van Brabant. Deze ondertekening is echter een juridische formaliteit, omdat het klooster dan al enige jaren (vanaf 1218?) in Roermond gevestigd is.
De kloosterkerk wordt gewijd op 1 oktober 1220, hoewel het gebouw toen nog niet voltooid zal zijn geweest. De eerste abdis is Richarda van Beieren, weduwe van graaf Otto I van Gelre en moeder van Gerard III.
Op 18 februari 1797 worden de zusters door de Fransen gedwongen het klooster te verlaten. Zeven overgebleven nonnen trekken daarna in bij ene mevrouw Luitjens, maar keren later allemaal terug naar hun ouderlijk huis. De laatste abdis van de abdij, Maria Josepha de Broich, sterft in Roermond op 8 februari 1808.

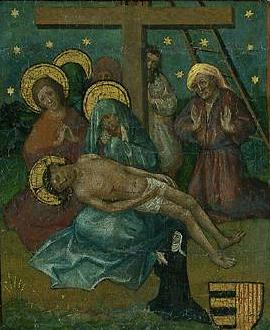
Abdis Bela van Mirlaer van Millendonck, afgebeeld op de Roermondse Passie, 1425-55 (Rijksmuseum Amsterdam)

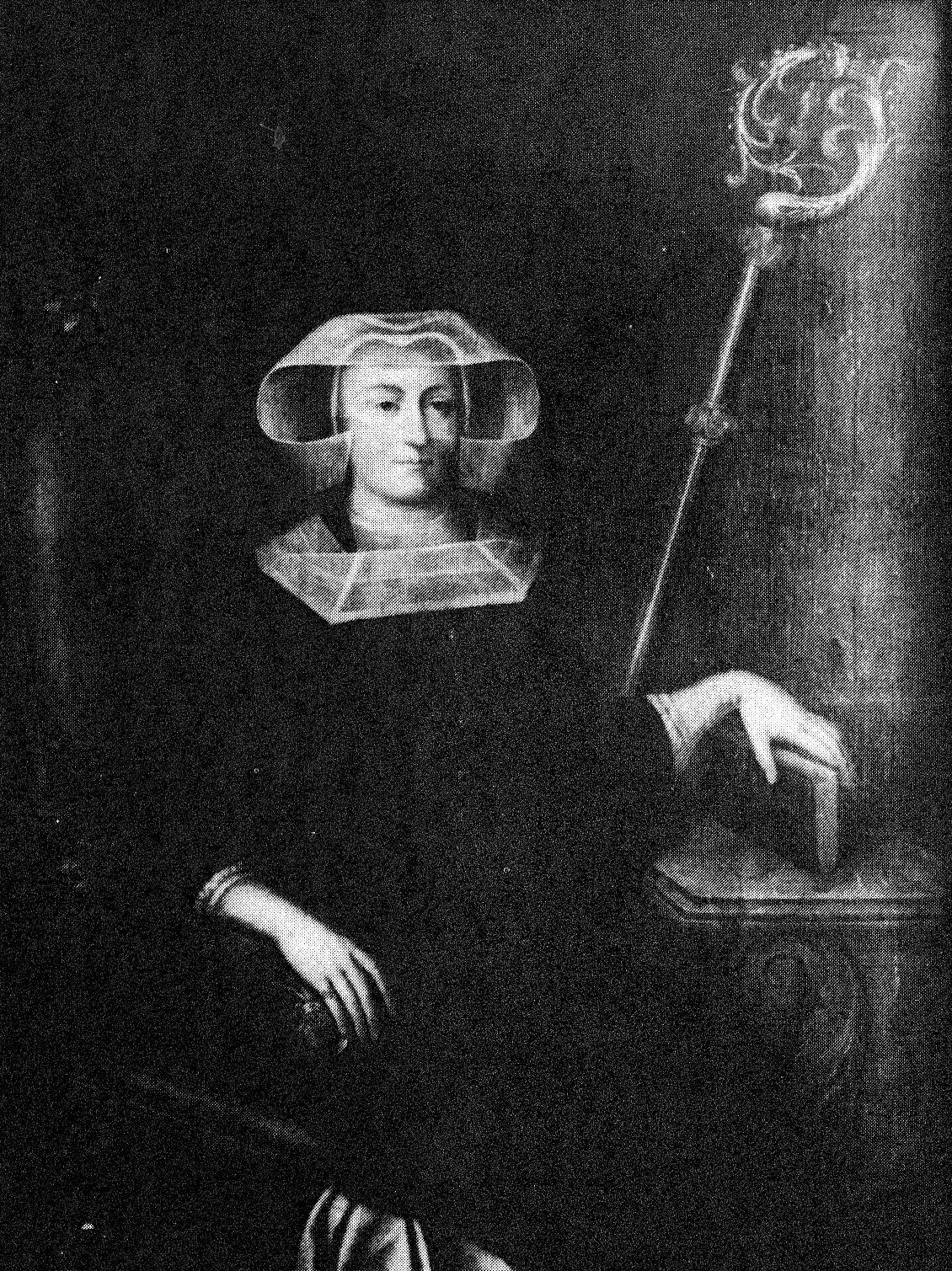
Maria Caecilia van Eyck, 30ste abdis van de Munsterabdij (anoniem portret, 1768(?))

### Lijst van abdissen van de Munsterabdij
1. Richarda van Beieren (voert vanaf 1222 de titel abdis; overleden Anagni (ten zuidoosten van Rome) 20 september 1232)
2. Elisabeth van Gelre (dochter?)
3. Oda van Gulik
4. Clementina van Gelder
5. Agnes van Herpen
6. Elisabeth van Swalmen
7. Gertrudis van Ravenach
8. Fritswindis van Swalmen
9. Bela van Malbourg
10. Bertha van Driel
11. Margaretha van Elmpt
12. Maria van Driel
13. Bela van Mirlaer van Millendonck (abdis vanaf 1447)
14. Aleidis van Bommel
15. Wilhelmina van Kessel (ook Wilhelmina de Kessel genoemd; fl. 15e eeuw)
16. Bela van Dript
17. Jacoba van Erp
18. Agnes van Barick
19. Elisabeth van Flodrop
20. Anna van Barick
21. Agnes van Imstenraede
22. Anna van Ruyschenbergh
23. Susanna van Pardo
24. Adama van Egeren
25. Hermanna van Poll
26. Francisca d’Alsace Bossu
27. Maria Margaretha de Wijenhorst ex Donck
28. Adriana (of Adrienne) Albertina de Rheede de Saesvelt (abdis van 1705-1728)
29. Anna Francisca van der Heyden, genaamd Belderbusch
30. Maria Cecilia van Eyck (overleden 12 april 1771)
31. Maria Josepha de Broich (abdis tot 1797; overleden 8 februari 1808).

## Kloostergebouwen

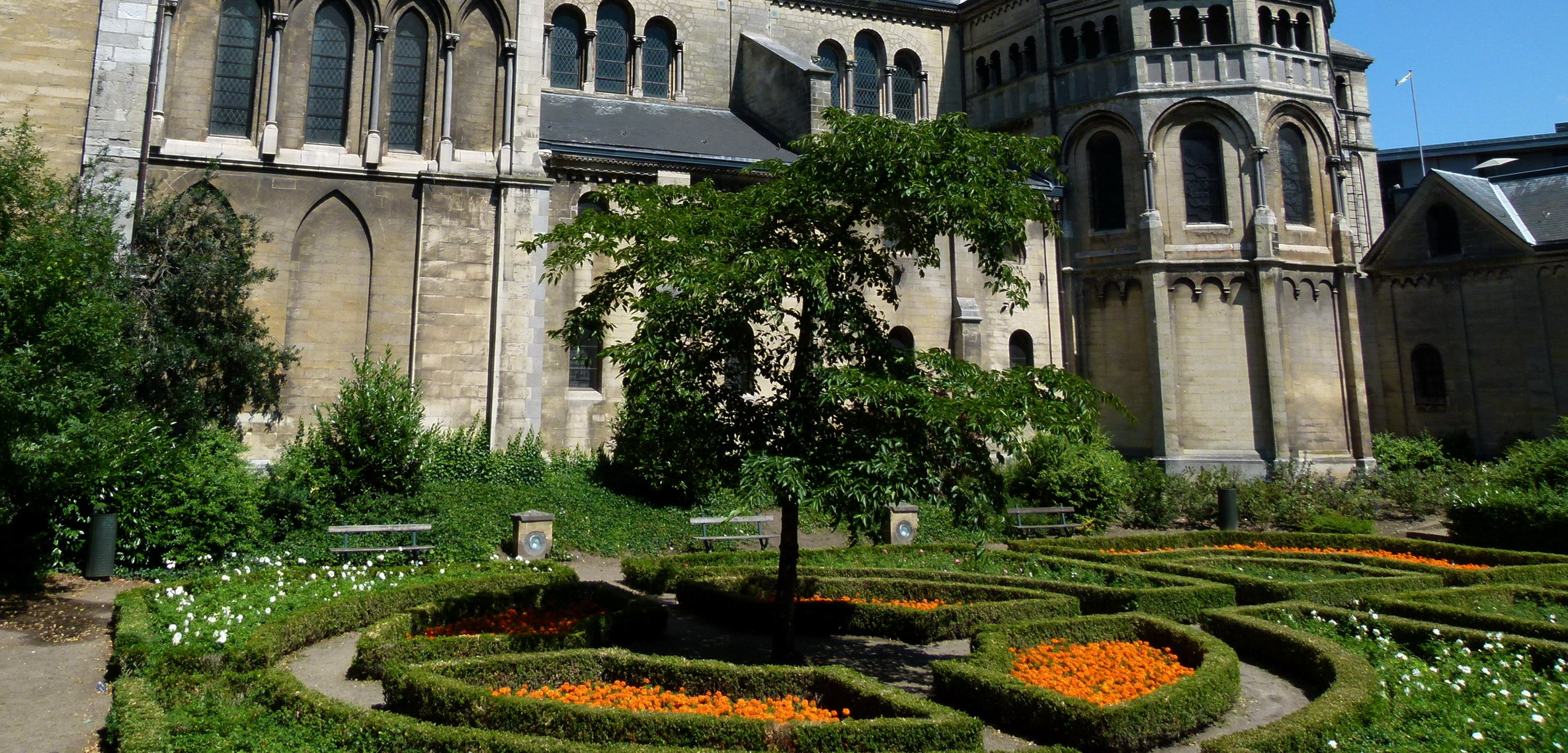
Parkje op de plek van verdwenen abdijgebouwen

De Munsterkerk, tegenwoordig een parochiekerk, is het enige tastbare overblijfsel van het klooster. Oorspronkelijk bevond zich aan de zuidzijde van deze kerk een kruisgang met daaraan de refter, kapittelzaal, paleiszaal (?) en, op de eerst verdieping, het dormitorium. Ten westen van de Munsterkerk, daar waar nu op het Munsterplein de muziekkiosk staat, stond oorspronkelijk het abdissenhuis, dat al in 1293 vermeld wordt. Aan de Hamstraat bevond zich een gebouw, dat waarschijnlijk dienstdeed als gastenverblijf. Aan dezelfde Hamstraat bevond zich ook de grote poort, die toegang gaf tot het kloosterterrein.
Tijdens de Franse bezetting werd het abdissenhuis gebruikt als gevangenis terwijl de overige gebouwen dienstdeden als kazerne. Toen de gevangenis midden 19e eeuw naar elders verhuisde, werd het abdissenhuis en enkele andere bouwvallig geworden panden gesloopt om later plaats te maken voor een wandelpark. Wat overbleef waren de gebouwen rond de kloostergang tot ook deze, ondanks een felle reddingsactie van priester en historiekenner Mgr. Van Gils, in 1924 gesloopt werden.

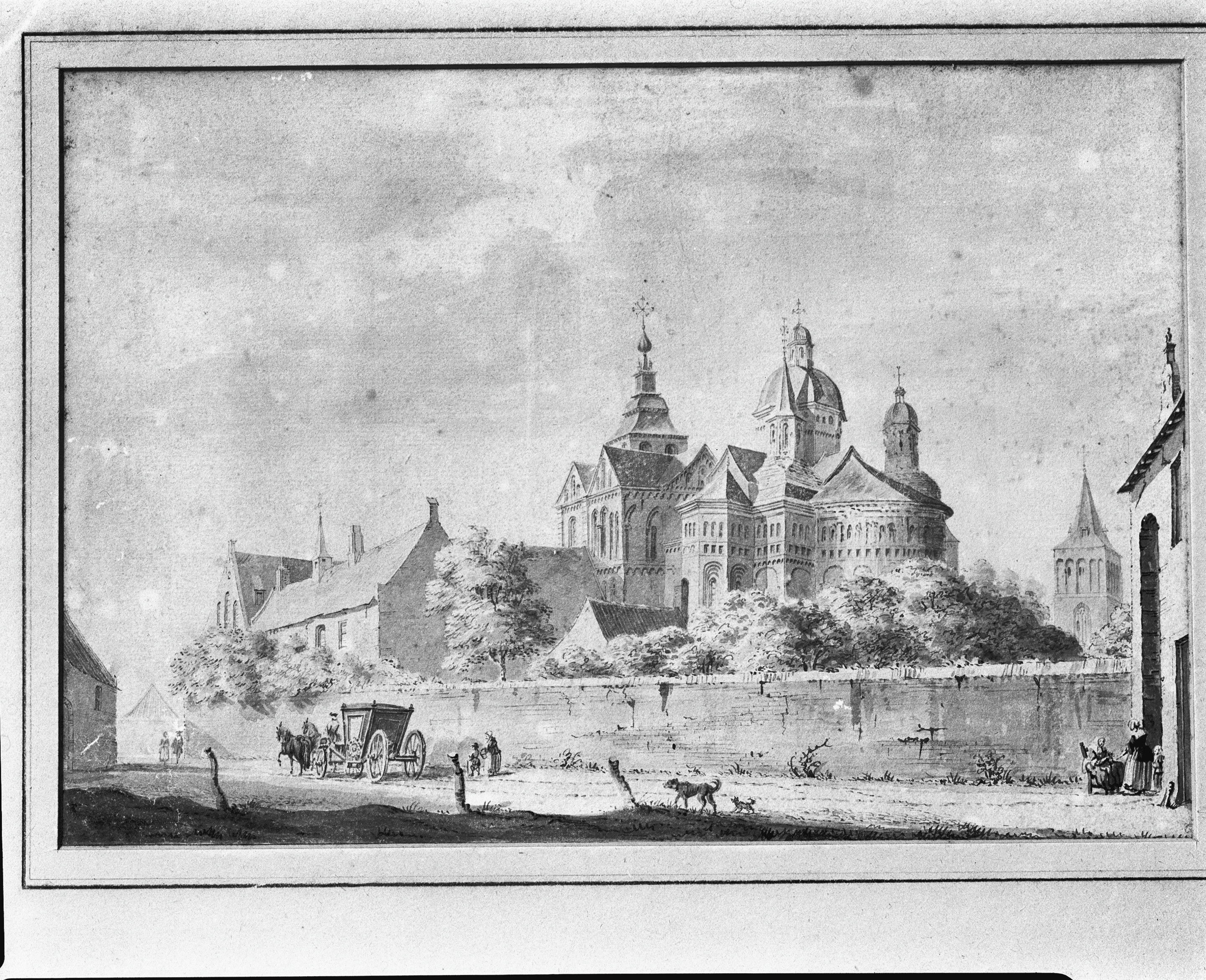
Ommuurd complex, 1738
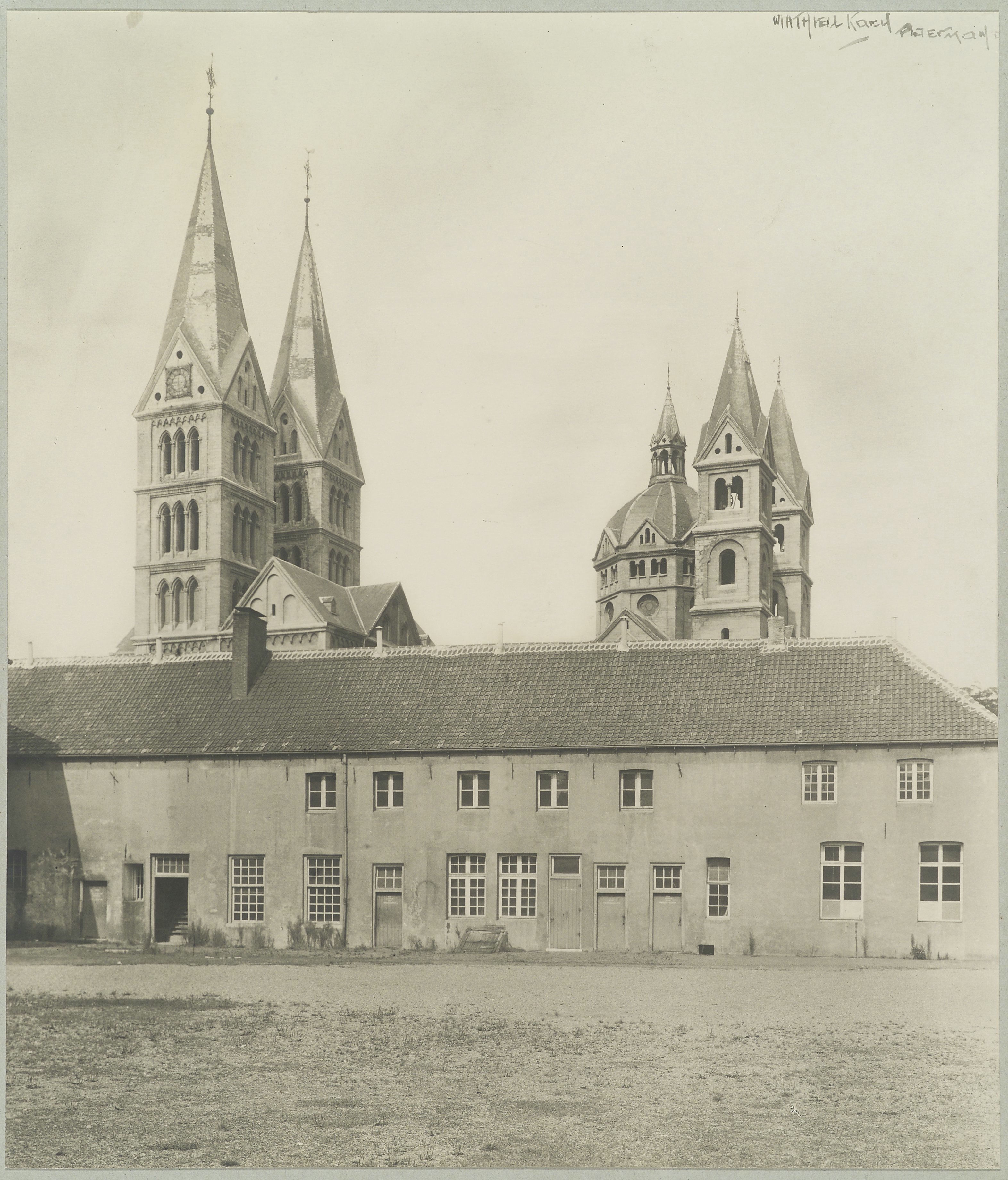
Kloostervleugel, vóór 1924
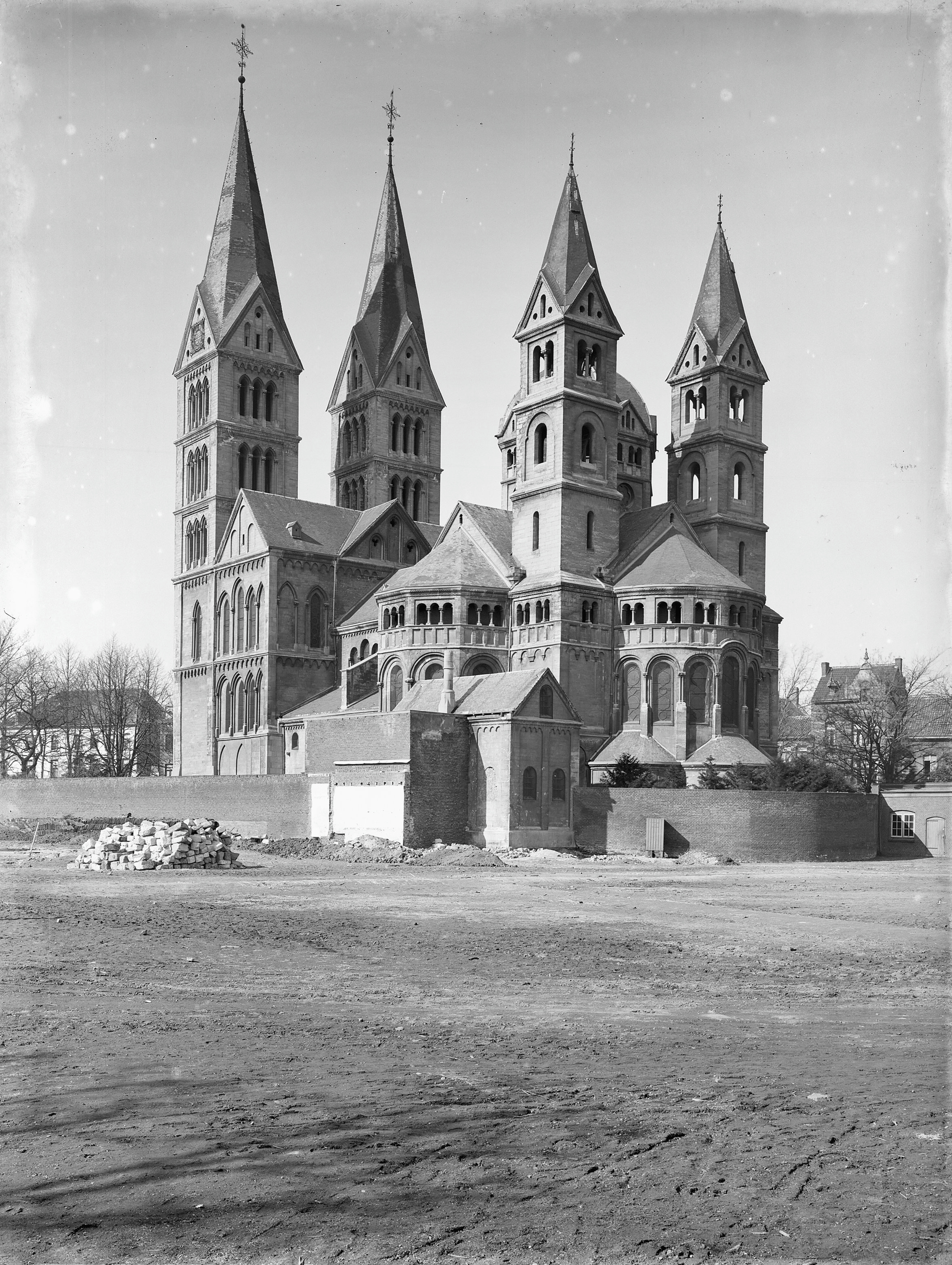
Na de sloop, 1924
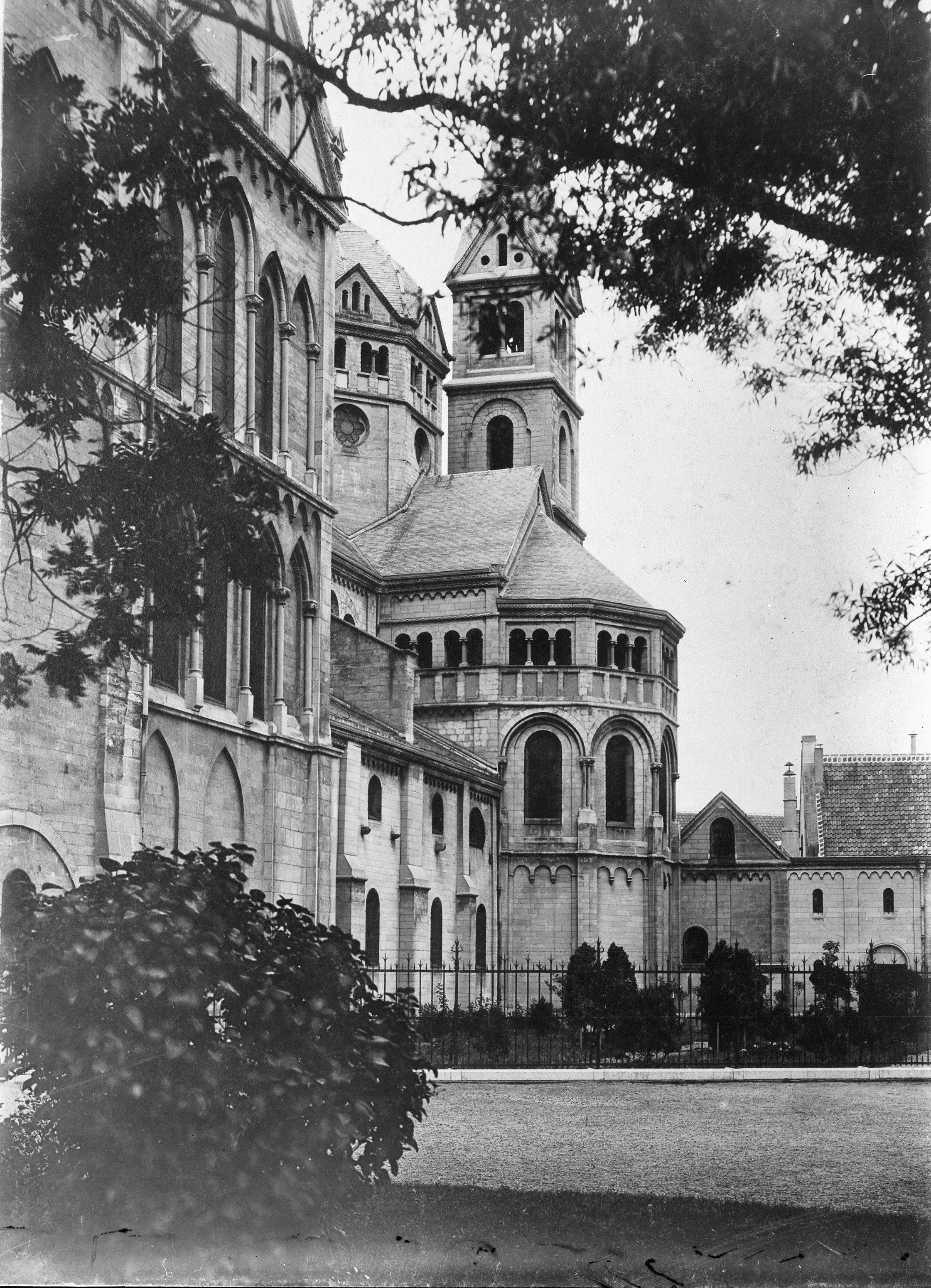
Heringericht gebied